# Theresienstadt 1942
Pour les articles homonymes, voir Theresienstadt (homonymie).
Ne doit pas être confondu avec Theresienstadt (film).
Pour plus de détails, voir Fiche technique et Distribution.
Theresienstadt 1942, connu également sous le titre provisoire  de Ghetto Thereresienstadt, est un court-métrage « documentaire » (Kulturfilm) de propagande nazie inachevé, dont la réalisation a été entreprise en 1942 par Irena Dodalová. Le film est considéré comme perdu.

## Production

### Genèse et signification du projet
Fin 1942, un an après la création du camp de concentration de Theresienstadt, le tournage d'un film documentaire (Kulturfilm) y a été entrepris, sur ordre de l'armée allemande. Les motifs du projet sont encore mal connus. Plusieurs hypothèses ont été avancées, l'insuffisance de documents empêchant d'en privilégier une :
- Il pourrait s'agir d'un film commandé par Heinrich Himmler pour son « usage personnel »[1], sans que l'on sache si ce film était destiné à être montré et si oui à qui[2]. Karel Margry rapproche cette hypothèse d'une note de Joseph Goebbels dans son journal en avril 1942 : « Himmler s'occupe actuellement de la déportation des Juifs des villes allemandes vers les ghettos de l'Est. J'ai demandé qu'elle fasse l'objet d'une large documentation, que nous pourrons utiliser par la suite pour l'éducation de notre peuple »[3].
- Selon l'historien autrichien Peter Schauer, le film aurait été commandé par Adolf Eichmann, dans le but d'être projeté en Pologne, dans le Protectorat de Bohême-Moravie et dans les territoires occupés de l'Est pour « ôter aux Juifs qui y vivent encore en liberté la crainte de la « réinstallation » en leur montrant le camp relativement inoffensif de Theresienstadt comme un exemple de camp de concentration allemand »[4].
- Selon Saul Friedman, l'éditeur du journal de Gonda Redlich, une internée de Theresienstadt, le film est un « projet personnel » du Sturmbannführer Hans Günther, destiné à montrer la « belle vie » que menaient les Juifs pendant que les Allemands sacrifiaient à l'effort de guerre[5].
- Selon Hans Hofer, un survivant de Theresienstadt ayant participé au tournage, le film avait pour objet d'être montré dans l'Europe non-nazie pour démentir les informations relatives au génocide des Juifs[6],[7].
- Selon Benjamin Murmelstein, le dernier doyen du Conseil des anciens du ghetto de Theresienstadt, des séquences du film ont été utilisées durant la guerre à des fins de propagande antisémite dans des actualités fimées allemandes[8].

### Titre
Le film est connu sous ses deux titres provisoires, Theresienstadt 1942 ou Ghetto Thereresienstadt. Il est parfois confondu avec le second film tourné à Theresienstadt en 1944, lui-même fréquemment surnommé Der Fûhrer schenkt den Juden eine Stadt. C'est ce dernier titre que Murmelstein donne au film,. Selon Eva Strusková, cette hypothèse est peu vraisemblable : une photo de tournage montre le titre Film Ghetto Theresienstadt sur un clap et le titre Der Fûhrer schenkt den Juden einen Stadt n'apparaît dans aucun document de l'époque, mais seulement dans des récits de survivants après la guerre ; en outre, selon Karel Margry, il eût été à l'époque idéologiquement incorrect de prêter à Hitler l'intention de donner quoi que ce soit aux Juifs.

### Tournage

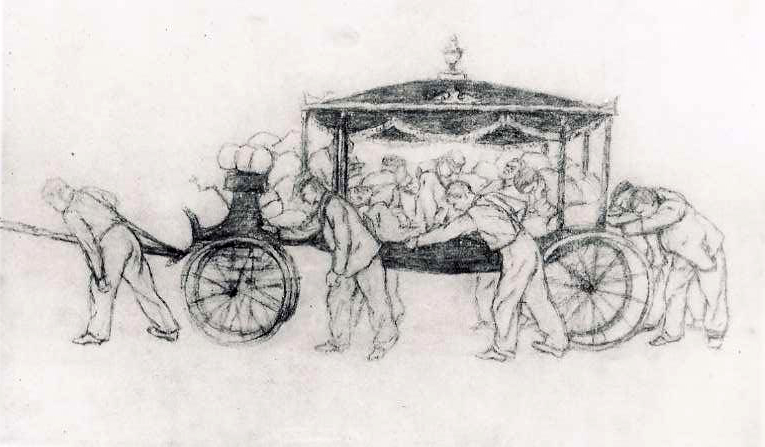
Un corbillard semblable à celui qui apparaît dans le film. Dessin de Malva Schalek.

Le SS-Obersturmführer Herbert Otto est chargé de la supervision de ce qui doit être un Kulturfilm, un court documentaire ou rapport filmé. Il demande à plusieurs internés de préparer des scénarios, sans que l'on sache s'il leur avait été donné pour consigne de donner une vision positive de Theresienstadt ou s'ils pouvaient choisir d'en donner une image réaliste. L'un des projets conservés est, selon Karel Margry, « presque choquant par son réalisme sinistre », en donnant à voir « l'enfermement de la population, le surpeuplement, la faim et la privation de nourriture, l'insuffisance des moyens médicaux, la misère des personnes âgées et malades, le taux de mortalité impressionnant, les ordres despotiques arbitraires, l'exigence d'un travail épuisant » et en faisant même référence aux transports vers l'Est. On n'en connaît pas l'auteur, mais il pourrait s'agir, selon Eva Strusková, d'Irena Dodalová, qui était avant son internement une productrice et réalisatrice pragoise de films d'animation, avec son mari Karel Dodal. Le scénario choisi et validé par Berlin est, selon Eva Strusková, l’œuvre d'Irena Dodalová, une attribution confirmée par le propre témoignage de celle-ci. En revanche, selon d'autres auteurs, le jeune artiste et poète Peter Kien y a apporté une importante contribution,. 
Ce scénario définitif raconte le transfert de Prague à Theresienstadt d'un couple fictif, M. et Mme Holländer. Y sont notamment représentés l'arrivée à la gare de Bohušovice, la marche à pied jusqu'à Theresienstadt, la fouille à l'arrivée au camp, l'attribution d'un logement, d'un travail, une soirée au cabaret. Parmi les plans de coupe, des enfants sales et des rues désertes. Selon un témoin qui a visionné une partie du film en 1945, il n'y a pas de tentative d'embellissement. Onze soldats du Sicherheitsdienst (service de la sécurité) sont détachés au tournage, assistés d'une douzaine d'internés, qui construisent sur place une partie du matériel. La première partie du film, constituée des scènes à Prague, est d'abord tournée par les Allemands, avec l'assistance de la société tchèque d'actualités filmées Aktualita, qui collabore régulièrement aux actualités filmées allemandes et interviendra également pour le second film à Theresienstadt. Selon le témoignage de Hanuš Král, l'un des membres de l'équipe juive de tournage à Theresienstadt, celle-ci « essaya de changer le message du film, dont le script avait été écrit par les Nazis. Les Allemands, par exemple, cherchaient des Juifs du type "Streicher", mais le groupe de cinéastes [juifs] filma des habitants tout à fait banals. L'une des scènes étaient l'arrivée du transport à Bohušovice. Le groupe s'arrangea pour représenter dans la scène des personnes traînant leurs bagages et peinant dans la boue. Durant le tournage d'une scène dans le ghetto, ils firent figurer à l'arrière-plan un corbillard tiré à bras (les corbillards étaient utilisés à Theresienstadt pour transporter le pain, les morts, les invalides, etc.) ». Par ailleurs, Dodalová fit sortir du camp, à titre de témoignage, des fragments du film à l'insu des Allemands. Vers la fin de 1942, Dodalová tombe malade et les cinéastes du camp demandent un report de la date d'achèvement du film. Les Allemands refusant, Dodalová et son équipe doivent terminer de monter le film en une nuit. Cette version est considérée comme perdue,.

### Sort du film
Le film est aujourd'hui considéré comme perdu, sans qu'on sache même si le projet a été mené à son terme, Lutz Becker affirmant toutefois qu'il a été achevé et qu'une projection en a été organisée à Prague. H.G. Adler, l'historiographe du camp de concentration de Theresienstadt, indique qu'il ne sait pas ce qu'est devenu le film. Trois bobines tournées à Theresienstadt durant la production du film, ont été découvertes à Varsovie en 1994 à la cinémathèque nationale de Pologne, un autre fragment est conservé aux archives nationales du film à Prague, alors qu'Eva Strusková estime que quelque 7 500 mètres de film auraient été tournés.

## Distribution
- Otto Neumann : marionnettiste
- Kamilla Rosenbaumova : danseuse
- Karel Švenk : artiste de cabaret